# Frederico Lourenço
Frederico Maria Bio Lourenço (Lisboa, 8 de Maio de 1963) é um escritor, tradutor e professor universitário português. É grande especialista de línguas e literaturas clássicas, nomeadamente, grego clássico e latim.

## Biografia
Frederico Lourenço nasceu em Lisboa, em 1963, filho de M. S. Lourenço (1936-2009) e de Maria Manuela Bio Lourenço (1937-1998). Fez a instrução primária em Inglaterra (Oxford), onde a família viveu entre 1965 e 1973. Frequentou o Lycée Français Charles Lepierre de Lisboa, mas preferiu dedicar-se ao estudo da música (Academia dos Amadores de Música, Conservatório Nacional; mais tarde Escola Superior de Música de Lisboa) e da língua alemã (com explicadores e por conta própria desde os 12 anos e depois no Goethe-Institut de Lisboa) e por isso fez o ensino secundário como auto-proposto.
Embora tivesse maior inclinação e facilidade para estudar Germânicas, para agradar ao pai, licenciou-se, em 1988, em Línguas e Literaturas Clássicas na Universidade de Lisboa, onde mais tarde se doutorou com uma tese sobre os cantos líricos de Eurípides, tendo sido aprovado por unanimidade por um júri que incluiu Maria Helena da Rocha Pereira (Universidade de Coimbra) e James Diggle (Universidade de Cambridge). A tese foi publicada com o título "The Lyric Metres of Euripidean Drama" (Coimbra, Clássica Digitalia, 2011). De 1989 a 2009 foi docente da Faculdade de Letras da Universidade de Lisboa. Desde Novembro de 2009 é professor associado da Faculdade de Letras da Universidade de Coimbra.
Tendo-se dedicado durante anos ao estudo e tradução da poesia grega (com destaque para Homero), começou a voltar-se para outros interesses a partir de 2007: Estudos Bizantinos, Germanística e História da Dança.
Em 10 Abril de 2008, estreou, com grande êxito crítico, no Teatro da Cornucópia de Lisboa, a sua versão da peça Don Carlos de Friedrich Schiller, com encenação de Luís Miguel Cintra.

## Obra

### Ficção
O autor publicou uma trilogia de romances, de carácter semi-autobiográfico, do género roman à clef, com alguns contornos ensaísticos, uma saborosa e bem sucedida narrativa marcada pela sinceridade, auto-ironia e humor, tendo por tema principal os encontros, desencontros e reencontros amorosos no seio de um grupo de colegas e amigos universitários, e por cenário o micro-mundo académico das Letras e o meio familiar e social de uma certa classe alta lisboeta: Pode um Desejo Imenso (2002, prémio PEN Clube 2002), O Curso das Estrelas e À Beira do Mundo. Em 2006 estes romances foram publicados num único volume, sob o título Pode um Desejo Imenso, de acordo com a intenção do autor.
Escreveu também uma colectânea de contos A Formosa Pintura do Mundo (2005) e dois livros autobiográficos: Amar não Acaba (2004) e A Máquina do Arcanjo (2006).

### Tradução
Em 2003, foi publicada a sua tradução em verso da Odisseia de Homero, que ganhou o prestigiado Prémio D. Diniz da Casa de Mateus, assim como o Grande Prémio de Tradução - APT (Assoc. Port TRAD)/ PEN Clube 2003.
Em 2005 foi a vez da sua tradução da Ilíada, e em 2006 seguiu-se uma antologia Poesia Grega de Álcman a Teócrito.
Traduziu também duas tragédias de Eurípides, Hipólito e Íon.
Em 2016 é publicado o primeiro volume, de um total de seis, que compreenderão a maior e mais completa Bíblia em português já feita.[carece de fontes?]
A proposta do tradutor é dar ao leitor de língua portuguesa a sensação de  ler o texto bíblico na língua original, respeitando rigorosamente a literalidade contida no idioma original das escrituras. O projecto conta com um vasto aparato de notas que visa ambientar o leitor no contexto histórico e linguístico das escrituras e no que elas relatam.
Em 2021 publica as Bucólicas de Vergílio, em Portugal.
Em 2023 publica a obra completa de Horácio, também em Portugal.
Hoje, em 2025, a sua tradução da Bíblia já se encontra publicada até ao volume IV no Brasil e até ao primeiro tomo do volume V em Portugal.

### Outras
Em 2005 foi publicada uma adaptação sua da Odisseia destinada a um público juvenil.
Em 2006 sai Ensaios sobre Píndaro, organizada por Frederico Lourenço, e que contém textos de seus e de outros académicos
Em 2007 foi editada uma colectânea de crónicas suas intitulada Valsas Nobres e Sentimentais.
Colaborou com a Cinemateca Portuguesa na elaboração de textos sobre cinema e na realização de catálogos, e nos jornais O Independente, Expresso, Público e Diário de Notícias

## Prémios
- 2002: Prémio PEN Clube 2002 (Primeira Obra)
- 2003: Prémio D. Diniz da Casa de Mateus
- 2003: Grande Prémio de Tradução - APT (Assoc. Port TRAD)/ PEN Clube 2003
- 2006: Prémio Europa – David Mourão-Ferreira
- 2016: Prémio Pessoa[3]